# Seudocapilicio
El seudocapilicio es la porción estéril del aparato esporífero de los mixomicetos. Se encuentra sólo en algunos etalios y seudoetalios, particularmente los producidos por ciertos miembros del orden de los Liceales, pertenecientes a la división Myxomycota. 
Es semejante al capilicio, pero no producido por el protoplasma esporógeno. A diferencia del capilicio, donde los elementos individuales son más o menos uniformes respecto a la estructura general y el diámetro, los elementos que componen el pseudocapilicio son claramente irregulares y varían en anchura o diámetro. 
El seudocapilicio puede tomar la forma de elementos filiformes, cerdas, membranas, o placas perforadas. Se cree que proceden de filamentos colapsados del plasmodio y no de biosíntesis dirigida como es el caso del capilicio.